# Gruta de Sejà
La Gruta de Sejà és un monumental túnel subterrani excavat en el massís de tuf volcànic de Posillipo, que comunicava Coroglio amb la Badia de Trentaremi a Nàpols al sud d'Itàlia.
El seu nom es deu a Lucius Aelius Seianus, Sejà, Prefecte del pretori sota l'emperador Tiberi, qui, segons una tradició que es remunta al segle i, li va encarregar la millora de les comunicacions de la zona de Nàpols.
La primera excavació d'aquest túnel es va realitzar en època d'August per l'arquitecte Lucius Cocceius Auctus, sota les ordres de Marcus Vipsanius Agrippa, per unir la vila de Publius Vedius Pollio i les viles patrícies de Posillipo i els ports de Pozzuoli i Nàpols. Excavat en el tuf volcànic, la seva direcció general és est-oest i fa uns 770 m, amb un traçat recte i una secció variable; en el seu mur meridional existeixen tres petites cambres, que s'obren sobre la badia, permetent la ventilació i la il·luminació de la galeria. La galeria està revestida amb opus reticulatum i presenta arcs de mig punt de reforç de la seva estructura.Es creu que la pedra extreta en la seva excavació va servir per construir edificis propers.
Va ser abandonat amb el pas del temps fins a ser descoberta l'any 1840. Restaurada, contínua prestant servei. Durant la Segona Guerra Mundial va ser utilitzat com a refugi antiaeri per la població propera, per degradar-se en els anys següents i ser radicalment restaurat en els anys 90.